# 破冰活動
破冰活動（icebreaker）是為了讓一群人彼此熟悉，進而形成团队而設計的引導活動。破冰活動常常是暖身用的遊戲，讓參與的成員可以彼此認識。破冰活動常會以分享個人資訊（例如姓名、興趣）為主。

## 目的
破冰活動會和活動的內容或是主題有關。例如在需要合作學習的訓練計劃中，可以採用鼓勵合作的破冰活動。若聚會的主題是文學。可以用參與者最喜歡的書作為破冰活動的主題。
破冰活動多半是輕鬆沒有壓力的活動。例如在專業場合的破冰活動，可能就不適合揭露個人資訊或是碰觸彼此等，會有壓力或是不適合的活動。破冰活動不會讓參與者覺得尷尬，也不會讓參與者有被迫參與活動的感覺。在破冰活動中也不該表示對群體中社會階級或專業階級的不尊重，這會讓參與者不自在。
破冰活動若設計的好，參與者在活動結束後，可以總結在破冰活動中學到的內容。

## 反應
不是所有人都喜歡破冰活動。有些人不喜歡的原因可能是因為曾接觸過和主題無關、沒有重點或是設計不佳的破冰活動。參與者的反應也和其性格有關，因為不同性格及學習風格的人可能會對相同的活動有不同的反應。

## 種類
有許多種不同的破冰活動，常見的有以下幾種：
介紹性破冰活動
當人們首次聚集時，他們不一定都彼此認識。介紹性破冰活動一方面會讓人們彼此認識，也會幫助大家認識並欣賞彼此差異和相似之處。簡單的介紹性破冰活動可以是讓大家說出自己的名字以及有關自己的一件事，介紹性破冰活動也可以包括較複雜的活動，目的是讓大家彼此信任，並且希望可以彼此合作。
認識性破冰活動
破冰活動常常是遊戲中使團隊暖身成形的一部份，會讓團隊中的成員彼此認識。這些活動常常著重在分享個人的資訊，例如姓名、個人喜好、興趣等。認識性破冰活動也會讓一些已經認識的人變得更加熟悉。
團隊建立破冰活動
許多破冰活動的目的是讓參與者開始形成團隊。有些團隊建立的破冰活動，會用建立團隊的信任、溝通以及合作能力，來促進團隊的群體動力。 
趣味性破冰活動
趣味性破冰活動是利用簡單且娛樂性的活動，讓大家放鬆、交談、歡笑。這適用於派對的開始，會讓接下來的派對有合適的氣氛。
破冰式問題
破冰式問題只是向參與者問一些問題，讓他們放鬆，感到舒適。破冰式問題可能是認真的，也可以是娛樂性的。好的破冰問題會專門針對參與者的年齡、特質以及活動目的所設計，讓參與者預備好進行後續的活動。

## 介紹或是暖身的活動
以下是一些介紹或是暖身活動的例子：
真實介紹參與者要說自己的名字、在團體中的角色、服務多久，以及有關自己，最少人知道的事。這個「最少人知道的事」可以成為之後互動中，一些幽默的元素。
半真假介紹每個參與者說出有關自己的三件事，其中有兩件是真的，有一件是假的。其他人要問問題，設法找出哪一件是假的。若問的是有關真的事，參與者必須說實話，但若問題是有關假的事，參與者可以說謊。
互相介紹參與者兩人一組，花五分鐘彼此面談，互相認識。之後每一個人要向團體中的其他人介紹他面談的那個人。
這類活動在大學中很受歡迎，例如在宿舍中一起住的學生，或是會一起共事的一群學生，例如定位帶領者（orientation leaders），或同儕團體健康的老師。.

## 外部連結
- 中的“Icebreakers”
- Icebreaker games and team building activities （页面存档备份，存于）
- Icebreaker games for adults, teens, and kids （页面存档备份，存于）
- Ice Breakers For Training: Think Of Ice Breakers As Your First Impression （页面存档备份，存于） Article By TrainSmart